# Hans Hausamann
Hans Hausamann (* 6. März 1897 in Appenzell; † 17. Dezember 1974 in Orselina; heimatberechtigt in Basel und Unterstammheim) war ein Schweizer Fotograf und Nachrichtendienst-Offizier.

## Leben
Hans Hausamann wurde geboren als Sohn des Fotografen Ernst Gottfried Hausamann (1871–1958). Er heiratete 1923 Erika Neuhauser, eine Tochter des Textilfabrikanten Emil Neuhauser. Hausamann besuchte die Schulen in Heiden und Lausanne. Danach arbeitete er wie sein Vater als Fotograf. Während des Ersten Weltkriegs wurde er Leutnant. Er gründete 1925 die Firma Foto Hausamann, die dann Fachgeschäfte und Labore in St. Gallen und Zürich eröffnete und den ersten Foto-Versandhandel in der Schweiz begründete.
Nach anfänglicher Sympathie für das Dritte Reich erkannte er, wie der Nationalsozialismus die schweizerische Volkssouveränität und den multiethnischen Staatsaufbau des Landes gefährdete, weil er auf der Idee eines völkisch deutschen Einheitsstaat basierte. : S. 293In den 1930er Jahren baute er einen Pressedienst auf, um dem Antimilitarismus entgegenzuwirken und für eine widerstandsfähige Schweiz zu werben. Gleichzeitig wurde er in militärischen Organisationen aktiv: Er war Leiter des Armee-Lehrfilmdienstes der Schweiz und bis 1936 Pressechef der Schweizerischen Offiziersgesellschaft (SOG). In deren Auftrag leitete er die Abstimmungskampagne zu Gunsten der «Wehrvorlage» zur Dienstverlängerung in der Armee, die 1935 angenommen wurde. 1938 wurde er auf Initiative von Hans Oprecht wehrpolitischer Berater der Sozialdemokratischen Partei der Schweiz.

## Nachrichtendienst

### Organisation

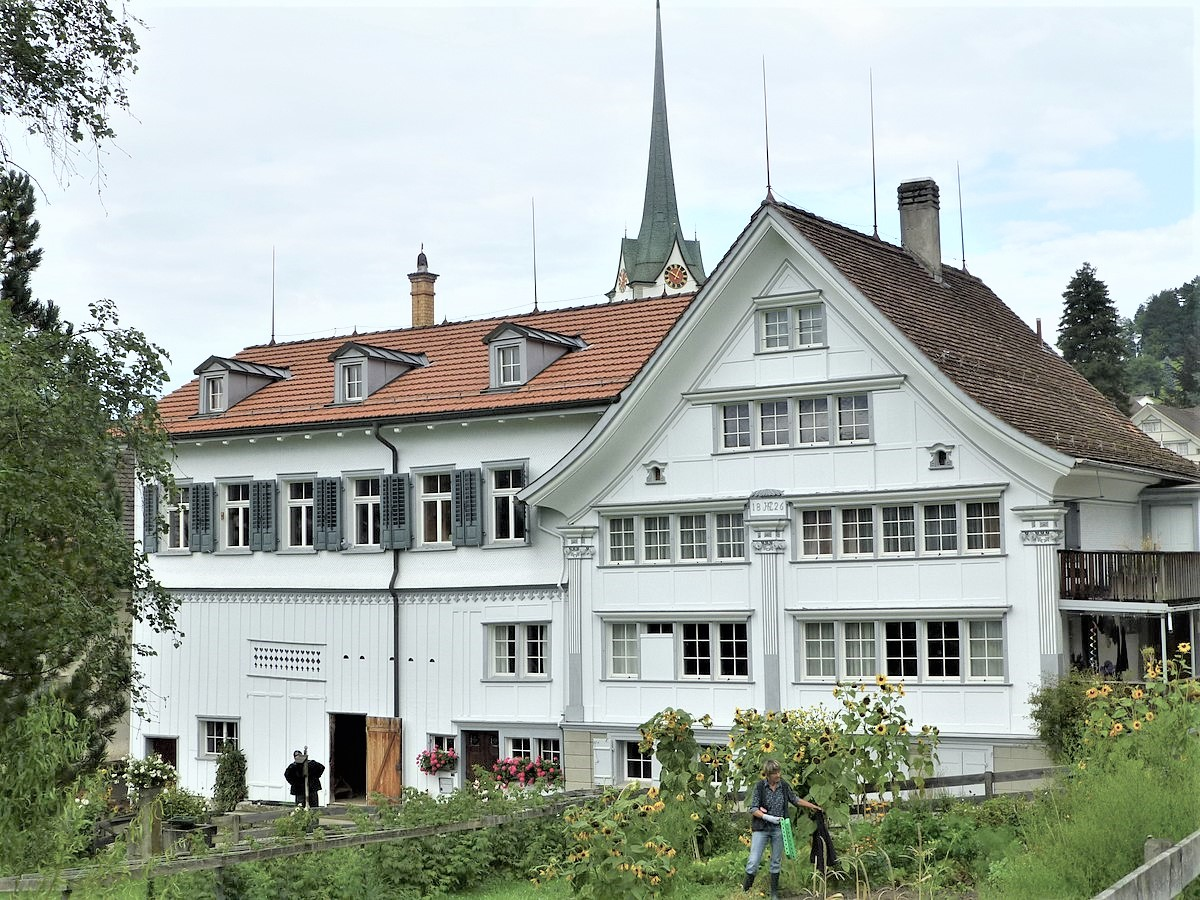
Büro Ha in Teufen, Hechtstrasse

Seinen Pressedienst spezialisierte er ab 1935 auf militärische Nachrichtenbeschaffung. Dazu baute er das Büro Ha in Teufen auf. 1939/1940 wurde das Büro Hausamann in die Villa Stutz in Horw-St. Niklausen südlich von Luzern verlegt. Gegen den Widerstand der Nachrichtensektion des Armeestabs gelang es Hausamann später, im Hotel Schweizerhof in Luzern unterzukommen, wo sich schon die Nachrichtensammelstelle 1, geleitet von Max Waibel befand. In Teufen blieben Funkanlagen, ein Fernschreibanschluss kam noch hinzu. Das Funknetz erweiterte Hausamann nach 1940 auf 20 Funkstationen im Inland, die nur General Guisan und Generalstabschef Jakob Huber kannten.: S. 223 Das Büro Hausamann bestand aus ihm selbst, zwei Frauen vom Frauenhilfsdienst, einer Funkerin und einer Büroordonnanz, die zugleich Fahrer war.: S. 177 f.
Hausmann berichtete an die 5. Sektion des Armeestabs, dessen Chef Roger Masson war.: S. 30 f. Hausamanns Berichte sind in vollem Umfang erhalten und chronologisch geordnet im Schweizerischen Bundesarchiv verwahrt und einsehbar. Kopien sind im Institut für Zeitgeschichte in München vorhanden.: S. 181 f. Außerhalb des Dienstwegs berichtete Hausamann direkt an den Vorsteher des Eidgenössischen Militärdepartements Karl Kobelt und an General Henri Guisan.: S. 220, 399 f., 408, 414 f., 417, 433, 435

### Nachrichtenquellen
Einer seiner wichtigsten Lieferanten für Nachrichten aus dem Deutschen Reich wurde ab 1939 der Inhaber des Kleinverlags „Vita Nova“, Rudolf Rößler. An Ostern 1939 lernte Hausamann in Lugano Xaver Schnieper kennen, und erklärte ihm später, dass er außerhalb seiner Tätigkeit als Fotofachhändler im Schweizer Nachrichtendienst tätig sei. Schnieper teilte Hausamanns politische Grundüberzeugungen und vermittelte ihm seinen Studienfreund Franz Wallner als Mitarbeiter. Hausamann erteilte Wallner Aufträge, wie die Erkundung des Verkehrs über den Brennerpass, und hielt ihn für geeignet für eine Dauerstelle in seinem privaten Nachrichtendienst. Er forderte ihn auf, in die Schweiz zu kommen, und ließ ihn zunächst bei sich in Teufen wohnen. Später zog Wallner nach Luzern und dort in die Wohnung des Ehepaares Annemarie und Xaver Schnieper.
Hausamann wandte sich nochmals an Schnieper und bat ihn um einen zuverlässigen Informanten, der mit deutschen Verhältnissen vertraut war. Schnieper schlug ihm einen Bekannten vor, den er, noch als Student, schon 1933 in Berlin kennengelernt hatte.: S. 164 f. Dieser war Roessler, der sich als Kriegsfreiwilliger während des Ersten Weltkriegs militärische Grundkenntnisse erworben hatte, obwohl er nie befördert worden war. Roessler erklärte sich zur Zusammenarbeit bereit, vermied es aber, Hausamann persönlich zu treffen. Als Mittelsmann setzte Hausamann den in Luzern wohnenden Wallner ein, der von Sommer 1939 bis Mai 1944 Nachrichten an ihn weiterleitete, die Roessler aus Deutschland gewonnen hatte.: S. 164 f. Hausamann bekam über Wallner monatlich 80 – 130 Einzelberichte von Roessler,: S. 48 lieferte aber nach eigenem Bekunden keine Informationen an ihn zurück.: S. 297
Roessler war aber nicht ausschließlich für Hausamann tätig. Ab 1941 ließ er manchmal und ab November 1942 regelmäßig seine Meldungen und Analysen über seinen Verlagsangestellten Christian Schneider, über Rachel Dübendorfer und über Sándor Radó an den sowjetischen Militärgeheimdienst GRU gelangen. Roessler vermied es auch in diesem Fall, seinen Nachrichtenempfänger Sándor Radó persönlich zu treffen. Über seine deutschen und anderen Quellen gab er trotz des Drängens der GRU keinen Aufschluss.: S. 164 f.: S. 253 f. Die Verschwiegenheit Roesslers machte sich bezahlt, nachdem deutsche Behörden ab Sommer 1943 den Funkverkehr zwischen der GRU und Sándor Radó abhören und entziffern konnten. Einen Rückschluss auf die deutschen Quellen Roesslers konnten die Behörden nicht ziehen.: S. 290, 336

## Wichtige Meldungen, Berichte und Denkschriften

### Zum künftigen Weltanschauungskrieg gegen die Sowjetunion
In einem Reisebericht aus Österreich wird am 1. Juni 1938 festgestellt:: S. 21 f.

„Deutschlands Pläne sind nach Osten ausgerichtet. Deutschland kann Lebensraum im Osten nur gewinnen, wenn es daran nicht von Westen aus gehindert wird. Die deutschen militärischen Spitzen sind sich darüber im Klaren, dass sie die von den Politikern gesteckten Ziele nur erreichen können, wenn die ganze vom deutschen Volk zu erbringende Kraft für den Einsatz im Osten zur Verfügung steht. Müsste Deutschland zur Deckung der Rheinfront einzelne Armeekorps ausscheiden, dann wäre beim derzeitigen Stand der Ausrüstung der Erfolg in der Ostpolitik in Frage gestellt. Deutschland hat also ein eminentes Interesse daran, dass die Schweiz militärisch möglichst stark wird. Solange Deutschland seine Ostpläne verfolgt, haben wir nicht von Deutschland etwas zu befürchten, sondern von Frankreich.“

### Denkschrift vom 1. Juni 1940: Zur Lage nach dem Zusammenbruch Frankreichs

Situation nach Juni 1940

Nach dem Zusammenbruch Frankreichs waren demokratisch gebliebene Staaten oder das konstitutionelle Fürstentum Liechtenstein gefährdet. Nach deutscher Auffassung sollte Deutschland den europäischen Kontinent ordnen. In einer Großraumordnung gewähre das Führungsvolk den geführten Völkern eine abgestufte Autonomie. Für die geführten Völker gäbe es aber keine Souveränität, keine Unabhängigkeit und keine territoriale Unversehrtheit.
Es stellte sich deshalb aus Schweizer Sicht die Frage, wie sich der Krieg künftig entwickelt, und wie sich die Schweiz ihre Souveränität erhalten kann. In der Denkschrift vom 1. Juni 1940 beschreibt und beurteilt das Büro Hausamann die politische und militärische Lage ausführlich:

„Ohne Kampf wird Großbritannien verloren sein. Wenn es seine überseeischen Besitzungen verliert, ist es nicht mehr lebensfähig und wird die auf der Insel ansässige Bevölkerung nicht mehr ernähren können.
Großbritannien und Frankreich haben auf dem Kontinent keine Operationsbasis mehr. Deutschland kann sich jetzt dem Erwerb und der Sicherung des Lebensraums im Osten zuwenden. Die deutsch-russische Freundschaft wird deshalb in die Brüche gehen, vielleicht sogar rasch.
Die USA haben sich schon jetzt auf Seiten der Westmächte so stark finanziell engagiert, dass sie eine britische Niederlage nicht hinnehmen können. Mit einem baldigen Eintritt der USA in den Krieg kann gerechnet werden.
Da Großbritannien kämpfen muss, wird es
- die halbe Welt gegen die Achsenmächte mobilisieren
- seine See- und Luftmacht vergrößern
- die Achsenmächte so weit wie möglich vom Weltverkehr abriegeln und blockieren
- Russland im Kriegsfall gegen Deutschland unterstützen
- insgesamt Deutschland infolge seines Rechenfehlers nach einem langen Krieg besiegen.

Es ist zu erwarten, dass Deutschland schon im Laufe der nächsten Zeit von der Schweiz Konzessionen verlangen wird, deren Erfüllung der Preisgabe der unveräußerlichen Freiheitsrechte gleichkommt. Die Erfüllung kann die Schweiz mit Erfolg verweigern, wenn sie Vorkehrungen dafür trifft, dass sie im Fall einer militärischen Gewaltanwendung augenblicklich alle Reserven, wirtschaftliche Güter und Anlagen vernichten kann, an denen der Gegner ein Interesse haben könnte. Außerdem müsste sie eine auf lange Sicht berechnete Verteidigung der Innerschweiz organisieren. Zum Verteidigungsgebiet kann der Raum Sargans – Bündnerberge – Gotthard – Innerschweiz und Berner und Walliser Alpen gehören. Es ist aber nicht mehr möglich, die Landesverteidigung auf der befestigten Linie Zürichsee – Limmat – Hauenstein und Blauen an der Kantonsgrenze Solothurn / Basel-Landschaft zu gewährleisten, weil deutsche Armeen auf die Westseite des Jura vorgerückt sind.: S. 298–300“

Die Prognose zum Kriegsausgang war zutreffend, aber ein zwangsläufiges Gelingen war mit den alliierten Kriegsanstrengungen nicht verbunden.
Die für Großbritannien lebenswichtigen Konvois über den Atlantik konnten sich bis 1942 gegen deutsche U-Boot-Angriffe kaum wehren. Erst mit der Erfindung des Radars und dem orchestrierten Einsatz von Luftüberwachung, Funkaufklärung und Radar konnte man ab 1942 die Konvois wirksam schützen.: S. 76
Die Verteidigung der Sowjetunion stand 1941 und 1942 kurz vor dem Scheitern. Im Juni 1941 gingen Teile der Wehrmachtsführung schon davon aus, dass der Blitzkrieg gegen die Sowjetunion erfolgreich sein werde. Erst am 5. Dezember 1941 lief sich der Angriff dreißig Kilometer vor Moskau fest.: S. 98 Auch den zweiten Feldzug Hitlers konnte die Sowjetunion nur schwer aufhalten.: S. 94 f. Nur mit knapper Not und unter unendlichen Opfern konnte die Sowjetunion den nördlicheren deutschen Vormarsch bei Stalingrad: S. 165 f. und den südlicheren bei Noworossijsk beenden.: S. 169

### Zum beabsichtigten Siegesbefehl nach dem ersten Feldzug gegen die Sowjetunion 1941
Der Entwurf zur Weisung Nr. 32 vom 11. Juni 1941, dem Siegesbefehl, geht davon aus, dass die sowjetrussische Wehrmacht zerschlagen ist, dass Deutschland und Italien das europäische Festland beherrschen, vorläufig mit Ausnahme von Spanien und Portugal, und dass der neugewonnene Ostraum organisiert und gesichert werden muss. Das Büro Hausamann berichtete am 1. Juli 1941 hierzu:: S. 146

„In der Reichshauptstadt Berlin wurde die Ansicht vertreten, dass die sowjetrussische Wehrmacht entgegen verbreiteter Auffassung nicht zerschlagen sei, sondern in einen Stellungskrieg übergehen könnte. Das wäre aber genau die Entwicklung, welche man deutscherseits um jeden Preis verhindert wissen will. Die russische Kampfführung hat überrascht. Widerstand von solcher Zähigkeit ist nicht erwartet worden. Nach Meinung hoher deutscher Wehrmachtführer muss es sich in den nächsten Tagen entscheiden, ob die deutsche Heeresleitung die begonnenen Operationen im Fluss halten kann.“

Der Hinweis war nützlich und zutreffend, denn am 5. Dezember 1941 sollte sich der erste Russlandfeldzug entgegen der Siegeserwartung vor Moskau festlaufen und der sowjetische Gegenschlag erfolgen.: S. 98

### Zu deutschen Invasionsabsichten und -plänen
Am 18. März 1940 wird gemeldet:: S. 55

„Deutsche Spionagebüros werden von den Niederlanden in die Schweiz verlegt. Die Nachricht ist beruhigend, denn man richtet Spionagebüros nicht in einem Raum ein, den man rasch hinterher angreifen will.“

Zur gleichen Zeit ließ aber das Oberkommando des Heeres einen Operationsplan für die überfallartige Besetzung der Schweiz ausarbeiten. Die dritte Fassung wurde am 12. August 1940 fertig gestellt.: S. 13 f. Am 25. Juli 1940 wird zur Angriffsplanung „Tannenbaum“ gemeldet:: S. 74

„Nach Ansicht des Amts für Auslandsdeutschtum der NSDAP mit Sitz in Stuttgart eilt der Überfall auf die Schweiz nicht. Die Pläne für die Besetzung sind vollständig ausgearbeitet, einen Befehl Hitlers zum Überfall gibt es aber nicht.“

Am 31. Juli 1940 wurde eine Trennungslinie zwischen Deutschland und Italien für den Fall der Besetzung der Schweiz verabredet.: S. 12 Am 26. August 1940 befahl der Chef des Generalstabes des Heeres, Franz Halder, der Heeresgruppe C, nochmals einen Operationsplan auszuarbeiten, wieder unter Berücksichtigung eines italienischen Interessensgebietes.: S. 13
Ende Oktober 1940 berichtete das Büro Hausamann aus dem Amt für Auslandsdeutschtum der NSDAP, dem „Amt Bohle“ mit Sitz in Stuttgart:: S. 84

„Militärische Aktionen gegen die Schweiz sind nicht geplant. Die Schweiz soll stattdessen gezwungen werden, zu gegebener Zeit der Neuorganisation des europäischen Kontinents zuzustimmen. Dabei wird man von der Schweiz verlangen, dass sie die diplomatischen Beziehungen zu Großbritannien abbricht. Mit dieser Geste kann die Schweiz zeigen, dass sie willens ist, sich in das neue Europa vorbehaltlos einzufügen. Aus deutscher Sicht soll dies bis Ende 1940 so weit sein. Sollte die Schweiz dem deutschen Anliegen nicht Rechnung tragen, wird Gewalt angewendet. Für diesen Fall ist vorgesehen, die deutschsprachige Schweiz dem Gau Oberrhein zuzuschlagen. Sämtliche Vorbereitungen zur politischen und verwaltungstechnischen Einverleibung der Schweiz sind fertig, bis ins Detail ausgearbeitet und können sofort in Kraft gesetzt werden. Die entsprechenden Unterlagen liegen in Stuttgart und werden von hierfür bezeichneten Beamten nachgeführt.“

Drei Monate lang war von der Schweiz kaum mehr die Rede in Deutschland. Seit Anfang Februar 1941 wurde nach Wahrnehmung des Büros Hausamann wieder mehr von der Schweiz geredet, im Zusammenhang mit Gesprächen über die Neuordnung des europäischen Kontinents:: S. 119

„Man kann deutscherseits nicht dulden, dass in der Mitte des Kontinents ein Kleinstaat aus der Reihe tanzt, nachdem alle übrigen Staaten des Kontinents den militärischen und wehrwirtschaftlichen Bedürfnissen der Achsenmächte Deutschland und Italien Rechnung tragen. So klein die Schweiz ist, bedeutet sie doch eine Gefahr. Sie bietet nämlich allen Kräften Unterschlupf, die die Pläne der Achsenmächte Deutschland und Italien durchkreuzen wollten. In der Schweiz wird eine Staatsauffassung gepflegt, die den in den totalitären Staaten gepflegten Auffassungen diametral entgegensteht. Die Beherrschung der Schweiz ist aber mit Blick auf die weitere mögliche Entwicklung des Kriegsgeschehens absolut erforderlich.“

Am 20. Mai 1941 berichtete das Büro Hausamann, dass Deutschland beabsichtigt, die Schweiz unter folgenden Gesichtspunkten aufzuteilen:: S. 136

„Die Innerschweiz soll als gewachsene Einheit bestehen bleiben. Da sie auf sich selbst gestellt nicht lebensfähig sein wird, ergibt sich die Einfügung in den großdeutschen Wirtschaftsraum von selbst. Alle anderen Schweizer Landesteile, welche erst im Laufe der Jahrhunderte dem Schweizer Bund beitraten, werden wieder abgetrennt, und Frankreich und Italien zugeteilt, und die Nord- und die Ostschweiz dem Deutschen Reich. Auch Finnland und Schweden sollen der deutschen Wirtschaftskontrolle unterstellt werden.“

Ein Jahr lang hatte die Schweiz Ruhe vor deutschen Angriffsplänen, weil alle Kräfte für den Überfall auf die Sowjetunion in Anspruch genommen waren. 1942 geriet die Schweiz wieder stärker in das deutsche Blickfeld, weil mit einer Invasion in Westeuropa, Frankreich oder Spanien, gerechnet wurde. Ende September 1942 berichtete das Büro Hausamann hierzu:: S. 178 f.

„Im Falle einer Invasion muss es gründlich aufhören, dass die Schweiz ihre diplomatischen, kommerziellen und gesellschaftlichen Beziehungen zu den Angelsachsen pflegt, die hiervon am meisten profitieren. Über politisch-wirtschaftliche Zugeständnisse hinaus wird man von der Schweiz noch im Einzelnen fordern:
- Das Recht zur Benutzung aller Schweizer Bahnen und Straßen für Wehrmachtstransporte der Achsenmächte nach Italien und Frankreich,
- das Recht der Achsenmächte, diese Transporte mit eigenen Mitteln zu schützen,
- das Recht der Achsenmächte, eigene Flieger- und Flugabwehrverbände auf Schweizer Territorium zu stationieren; die Übernahme des Luftschutzes durch die Achsenmächte; die Unterstellung der Schweizer Flieger- und Flugabwehrverbände unter ein deutsches Oberkommando,
- die vorbehaltlose Einordnung der Schweizer Industrie in die Kriegsproduktion der Achsenmächte und ihre Unterstellung unter die deutsche Wehrwirtschaftsführung,
- die Übertragung von in der Schweiz lagernden Wirtschaftsgütern, soweit sie eine Verstärkung des Kriegspotentials der Achsenmächte darstellen,
- die Einführung der Post- und Telegrammzensur, ausgeübt durch Schweizer Zensoren unter deutscher Oberaufsicht.“

### Denkschrift zur sowjetischen Verteidigung gegen den Kaukasus-Feldzug 1942

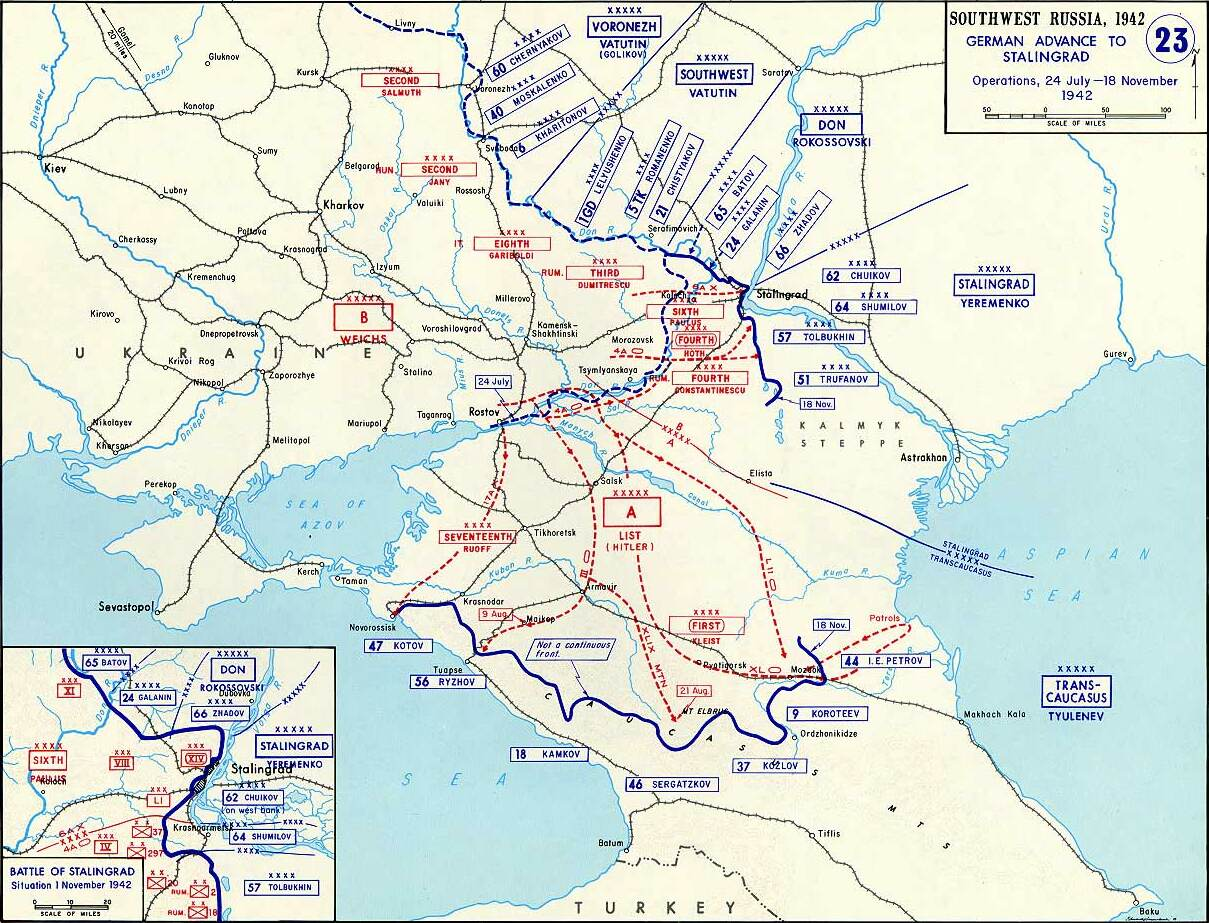
Kaukasusfeldzug 1942

Am 16. August 1942 nahm das Büro Hausamann Stellung zum zweiten Russland-Feldzug Hitlers im Jahr 1942. Am 9. August erreichten die schnellen Verbände der Heeresgruppe A die Ölfelder von Maikop nordwestlich des Kaukasus. Die sowjetischen Truppen wichen schnell, aber nicht überstürzt und nicht in dicken Kolonnen zurück,: S. 761 ff. [882] und gingen erst ab dem 12. September 1942 im Gebirge zu Gegenangriffen über.: S. 761 ff. [950] Dies warf im Nachrichten- und Sicherheitsdienst der Armee die Frage auf, ob die Rote Armee auf dem südlichen Teil des Kriegsschauplatzes überhaupt noch kampftauglich ist, oder ob es sich um eine elastische Verteidigung handelt.: S. 180
In Deutschland führte der weitgehend geordnete Rückzug zu politischen Überlegungen: Der Staatssekretär im Auswärtigen Amt Ernst Heinrich von Weizsäcker mutmaßte am 9. August 1942, dass die Sowjetunion es Großbritannien überlassen werde, seinen Zugang zum Irak, zum Iran und nach Indien zu verteidigen. Ähnlich erklärte die Abwehr der Abteilung Fremde Heere Ost des Oberkommandos der Wehrmacht am 9. September 1942, sie habe aus Kreisen der Komintern erfahren, dass die Rote Armee sich nur in kleinem Umfang an der Verteidigung des Kaukasus beteiligen werde, und dem hieran interessierten Großbritannien den Hauptanteil überlassen werde.: S. 761 ff. [935 Fn. 38]
Das Büro Hausamann griff diese Ansichten auf und unterstellt in seiner Denkschrift vom 16. August 1942 für Oberstbrigadier Roger Masson, den Leiter des Nachrichten- und Sicherheitsdienstes der Schweizer Armee, der Roten Armee eine kriegspolitische Absicht:: S. 180–182

„Während die deutschen Armeen Richtung Kaukasus vorprellen, lässt Timoschenko die Mehrzahl seiner Truppen für die Deutschen quasi Spalier stehen. Sie bemühen sich vergeblich, Timoschenkos Heer zum Endkampf zu stellen. Die Sowjetunion ist, kriegspolitisch und strategisch gesehen, keineswegs in bedrängter Lage. Moskaus Strategie ist es, die angelsächsischen Armeen endlich in den Kampf zu treiben, indem man den Deutschen den Kaukasus und damit das Tor in den Iran und den Irak öffnet, zu den wichtigsten angelsächsischen Positionen der Route nach Indien, wo die Deutschen den Japanern die Hand reichen könnten. Wenn die Angelsachsen es nicht bald aufgeben, die Rote Armee für sich bluten zu lassen, dann werden wir erleben, dass die Sowjetunion den Achsenmächten den Weg freigibt und entlang seiner blutigen Grenze ruhig wartet, bis für sie der Zeitpunkt zum Handeln gekommen ist. 
Die deutsche Heeresleitung steht vor schwierigsten Entscheidungen. Hält sie ihre Marschsäulen nördlich des Kaukasus an,
- entgeht ihr die Möglichkeit, im Persischen Golf den Japanern die Hand zu reichen,
- behält Großbritannien sein Weltreich und bleibt ein unversöhnlicher Gegner mit allen kriegerischen Folgen für Deutschland,
- hat Deutschland in der Sowjetunion einen ungebrochenen Feind,
- erhält Deutschland nur die Ölfelder von Maikop und Grosny, die aber in der Reichweite sowjetischer Bomber liegen,
- kann Deutschland die im Osten eroberten Gebiete nur so weit bewirtschaften, als sie nicht im Einzugsbereich von Partisanen liegen.

Für die deutsche Reichsführung ist die Lage ausweglos. Sie kann nicht anders, als sich zu Tode zu siegen.“

Die neuere Forschung verneint hingegen, dass hinter dem Rückzug der Roten Armee eine strategische oder kriegspolitische Absicht stand. Sie schließt dies daraus, dass Stalin schon zwei Monate nach Beginn der elastischen Verteidigung Rückzüge verbot. Am 28. Juli 1942 erließ Stalin den Befehl Nr. 227, eine Direktive, wonach jeder Rückzug einzustellen ist, und jede Stellung und jeder Meter sowjetischer Erde zu verteidigen ist. Ab Dezember 1942 begann die Rote Armee mit ihrer Winteroffensive gegen die Heeresgruppe A vom Kaukasus aus.: S. 761 ff. [928 f.]

## Widerstand
Im November 1939 verhinderte Hausamann die Auslieferung des in der Schweiz lebenden früheren NSDAP-Mitglieds und Hitler-Gegners Otto Strasser an Hitler. Im Juli 1940 gehörte er mit Alfred Ernst, Max Waibel und August R. Lindt zu den Gründern des Offiziersbundes, deren Mitglieder bedingungslos Widerstand gegen einen deutschen Angriff leisten wollten.: S. 183 Der Bund wurde durch Henri Guisan aufgelöst, und die Teilnehmer wurden nach einer kurzen Zeit in Untersuchungshaft disziplinarisch bestraft. Anlässlich der Disziplinarstrafe führte Guisan im Herbst 1940 ein Gespräch mit den Gründern des Offiziersbundes und gab ihnen die Erlaubnis, sich außerhalb des Dienstweges an ihn zu wenden.: S. 68 Pilet-Golaz, der Vorsteher des Politischen Departements, forderte im Dezember 1941 von seinem Bundesratskollegen, dem Vorsteher des Militärdepartements, Karl Kobelt, die Gründer des Offiziersbundes Ernst, Waibel und Hausamann aus der Armee zu entfernen.: S. 191 Kobelt ging nicht darauf ein. Später wurde Hausamann Mitbegründer ziviler Nachfolgeorganisationen des Offiziersbundes: Im September 1940 initiierte er zusammen mit dem späteren UNO-Flüchtlingskommissar August R. Lindt die Aktion Nationaler Widerstand und im Januar 1941 die Eidgenössische Gemeinschaft. Hausamann berichtete an General Guisan laufend, wie der Ausbildungschef der Armee, Oberstkorpskommandant Ulrich Wille, ab Herbst 1940 versuchte, ihn mit Hilfe des Gesandten des Deutschen Reiches, Otto Köcher, ablösen zu lassen.: S. 433
Hausamann und die Aktion Nationaler Widerstand misstrauten dem Vorsteher des eidgenössischen Politischen Departements, Marcel Pilet-Golaz, weil er Nationalsozialisten empfangen habe und eine Außenpolitik würdeloser Anpassungsbereitschaft betreibe. Sie vereitelten Kontakte Pilet-Golaz‘ zum Deutschen Reich. Als ihm das bekannt wurde, verlangte Pilet-Golaz von General Guisan, Hausamann aus dem Nachrichtendienst herauszunehmen. Wie schon Kobelt ließ sich Guisan nicht darauf ein.: S. 219
Hausamann gab 1944 gegenüber Guisan eine Ehrenerklärung für seinen direkten Vorgesetzten Roger Masson ab. Dieser war mit dem SS-Brigadeführer Walter Schellenberg in Kontakt getreten, dem er 1943 ein Treffen mit General Guisan vermittelte. Hausamann hielt diesen Kontakt nicht für richtig,: S. 260 er bescheinigte aber Masson, dass er diesen Kontakt aufrechterhielt, weil er ihn für dienstlich geboten hielt.: S. 228 Die Kontakte Massons werden heute als vorsorglicher Gesprächskanal bewertet.: S. 257 1945 wurde gegen Masson eine Administrativuntersuchung angestrengt, doch der zuständige Bundesrichter Louis Couchepin kam zu dem Ergebnis, dass man ihm außer Kontakten zu einem Nazioffizier nichts vorwerfen könne.

## Nachkriegszeit

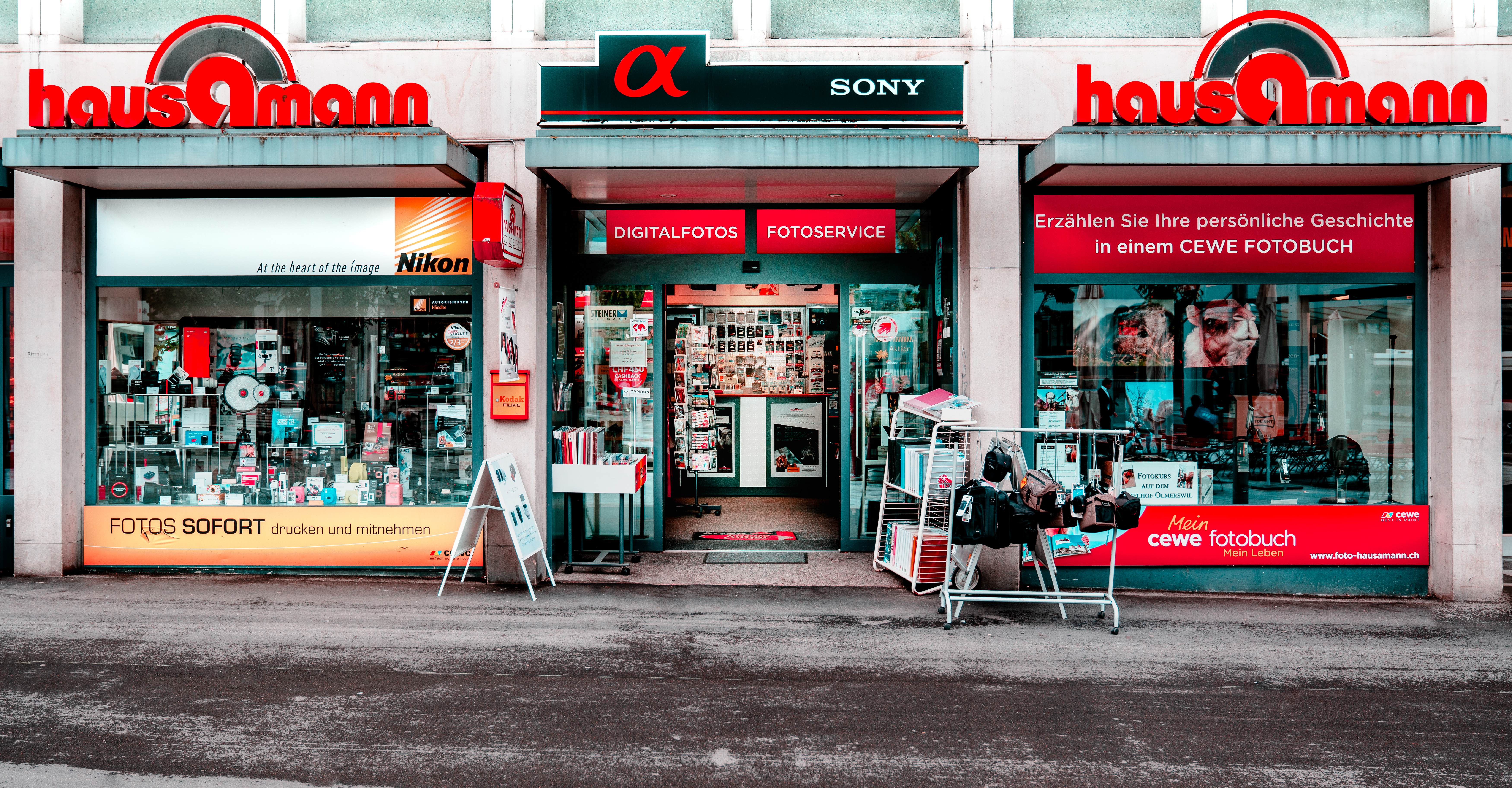
Fotogeschäft Hausamann St. Gallen

Im Herbst 1945 war Hausamann für die Schweizer Armee als Verbindungsmann zu den französischen Truppen in Vorarlberg tätig. Nach der Auflösung des Büros Ha 1946 engagierte er sich erneut in der Geschäftsführung seines Unternehmens. An der Hochschule St. Gallen hielt er militärgeschichtliche Vorlesungen zum Zweiten Weltkrieg. 1954 begründete er die Internationalen Pferdesporttage in St. Gallen, die er bis 1965 leitete. Ausserdem war er Mitglied der St. Galler Freimaurerloge "Concordia". 1973 verlieh ihm die Hochschule St. Gallen einen Ehrendoktor der Staatswissenschaften.